# Stenolophus nitidulus
Stenolophus nitidulus es una especie de escarabajo de tierra del género Stenolophus, tribu Harpalini, subfamilia Harpalinae. Fue descrita científicamente por Boheman en 1848.
La especie se mantiene activa durante los meses de enero, febrero, marzo, abril y diciembre.

## Distribución
Se distribuye por Sudáfrica y Zimbabue.